# Дзира Ярослав Іванович
Яросла́в Іва́нович Дзи́ра (2 травня 1931, с. Трушевичі, Старосамбірський повіт, Львівське воєводство, Польська республіка — 21 серпня 2009, Львів) — член спілки письменників України, кандидат філологічних наук, історик-джерелознавець, публіцист, історіограф, літературознавець, шевченкознавець, перекладач.

## Життєпис
Народився і виростав у селянській родині в селі Трушевичі (нині Самбірського району, Львівської області). 1947 року за вільнодумство Ярослава виключили з Нижанковицької середньої школи. Продовжив навчання у Новоміській середній школі. З 1948 року викладав у початкових класах Передільницької семирічної школи. Невдовзі був звільнений за відмову вступити до комсомолу. Деякий час працював у Добромильському райфінвідділі. 1950 року закінчив Дрогобицький учительський інститут і працював один рік у вечірній школі в місті Турці. 1953 року поступив на філологічний факультет Київського державного університету імені Тараса Шевченка і 1958 року закінчив його з відзнакою. Вступив до аспірантури академічного Інституту літератури. Його науковим керівником став учений зі світовим ім'ям, академік Олександр Білецький. Через кілька років за вільнодумство Дзиру звільняють. Починається 15-річна заборона друкуватися, на його праці не можна було посилатись. Між 1972 та 1987 роками з'явилася лише низка статей у «Шевченківському словнику». Майже 11 років учений заробляв на прожиття випадковими роботами, включаючи фізичні. У 1983—1990 роках працював учителем англійської мови у вечірній школі. 1990 року його прийняли до Спілки письменників України, 1991 року обрали академіком Української Могилянсько-Мазепинської академії наук у Торонто (Канада) І лише 1994 року його було поновлено на роботі в інституті історії на посаду старшого наукового співробітника.
Помер Ярослав Дзира 21 серпня 2009 року після важкої хвороби.

## Творчість
Науковий доробок Ярослава Дзири становить понад 300 друкованих праць, у тому числі «Літопис Самовидця» (1971 р.). Він автор численних досліджень про творчість Т. Шевченка, М. Грушевського, М. Гоголя, В. Стуса та інших. Виступав з лекціями і доповідями в Україні, США, Канаді, Польщі. До 70-ліття вченого вийшла двотомна «Збірка наукових праць».